# Compañía del Ferrocarril de Medina a Zamora y de Orense a Vigo

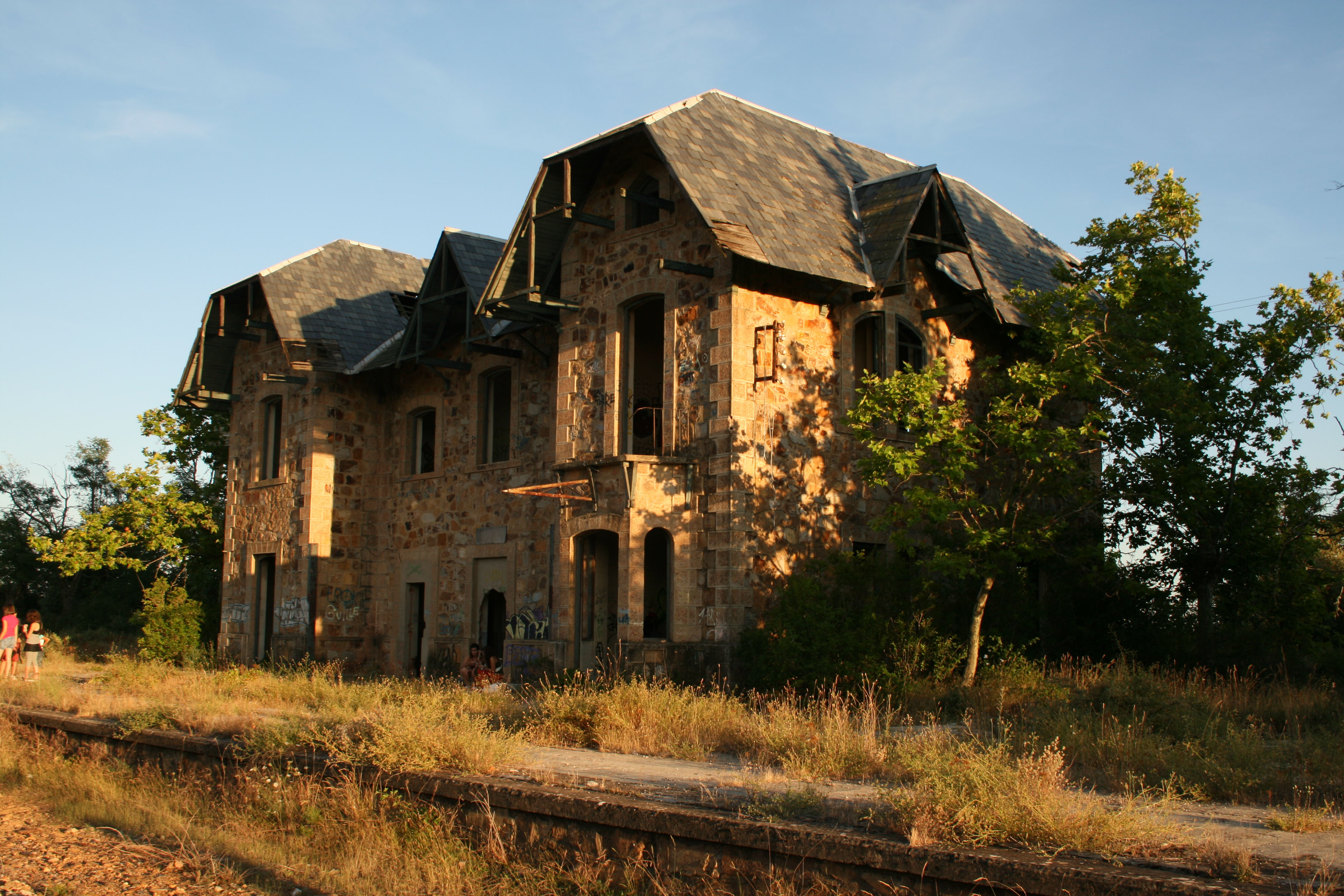
L'estació de Las Torres de Aliste, a la província de Zamora.

La Compañía del Ferrocarril de Medina a Zamora y de Orense a Vigo, també coneguda per l'acrònim MZOV, fou una empresa de transport ferroviari espanyola que va tenir el seu període d'operacions des de 1862 fins a 1928, quan les infraestructures foren integrades en l'empresa pública Compañia Nacional de los Ferrocarriles del Oeste.
El 19 de febrer de 1861 es va concedir a Rafael Beltrán de Lis una concessió ferroviària sota l'empara de la llei General de Ferrocarrils de 1855 per a crear la Compañía del Ferrocarril de Medina a Zamora que va iniciar la connexió de Galícia amb la Meseta. El traçat de la línia incorporava gran quantitat de túnels i ponts per salvar l'orografia de les províncies de Zamora i Valladolid, entre Medina del Campo i Zamora.
El 1864 va començar a treballar en la construcció del segon tram, entre Vigo i Ourense, passant a denominar-se Compañía del Ferrocarril de Medina del Campo a Zamora y Orense a Vigo o MZOV. En el projecte va participar Juan Flórez.
En 1928 l'Estat va nacionalitzar les empreses ferroviàries i les infraestructures de MZOV es van integrar a la Compañia Nacional de los Ferrocarriles del Oeste. El 1978 va ser absorbida per Cubiertas y Tejados, SA sent la nova denominació Cubiertas y MZOV.